# Strempeliopsis
Strempeliopsis é um género botânico pertencente à família Apocynaceae.